# St. Martin (Tellingstedt)

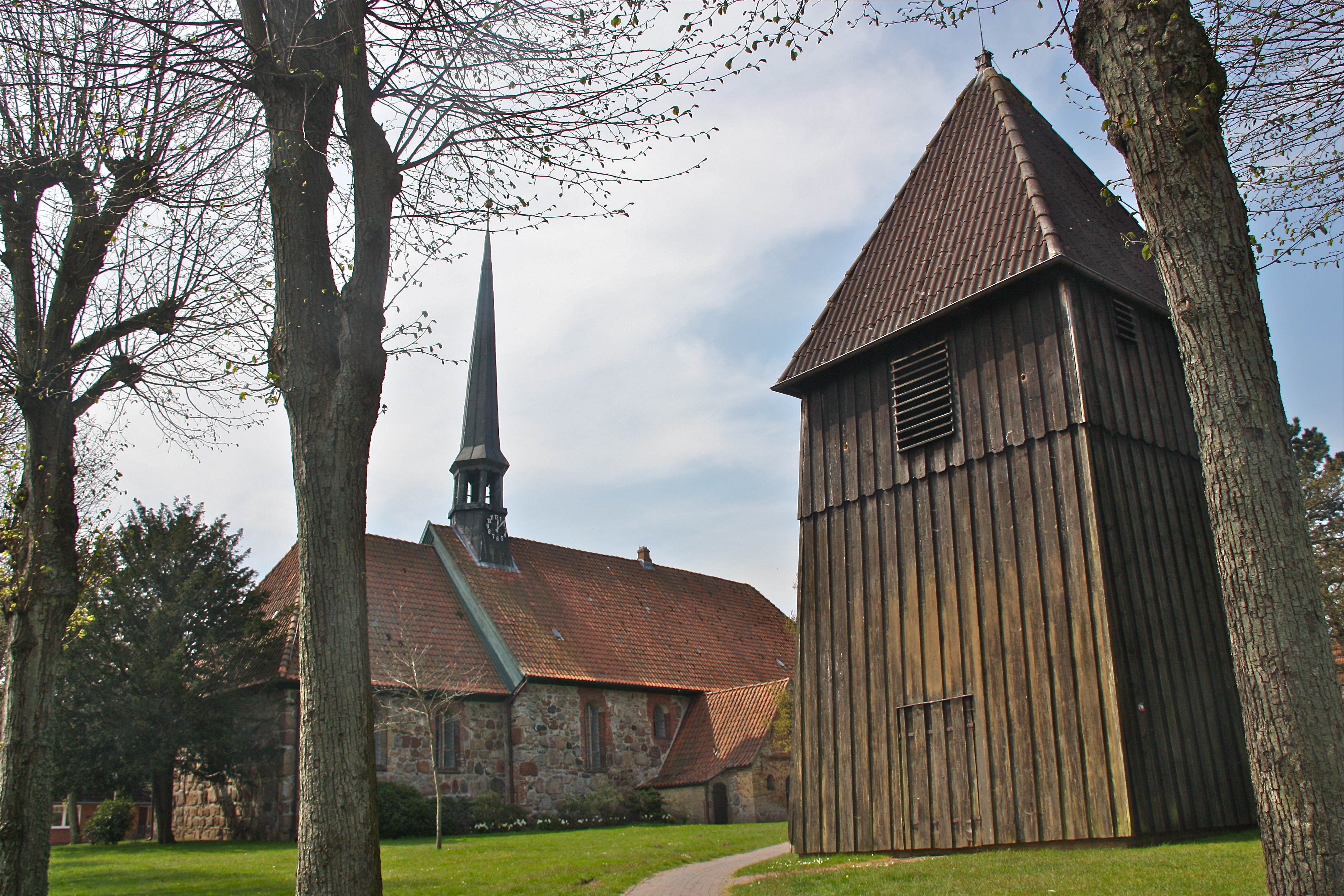
Kirche Tellingstedt mit Glockenstapel

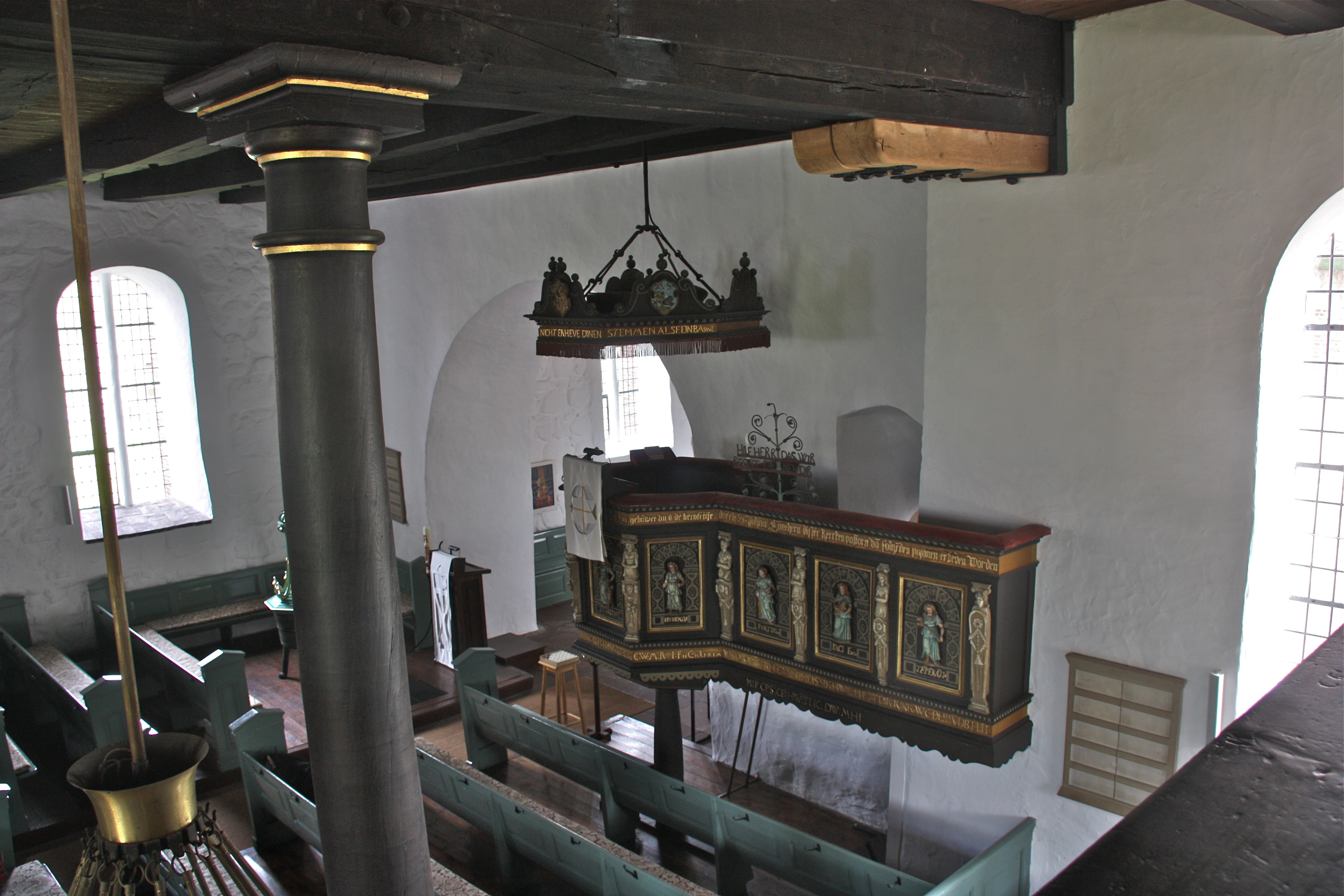
Innenraum mit Kanzel

Die evangelisch-lutherische Kirche St. Martin in Tellingstedt, Am Kirchplatz, ist eine der ältesten Kirchen in Dithmarschen. Bereits 1140 wurde Tellingstedt als Standort einer Kirche erwähnt.

## Bau der Kirche
Die Kirche ist eine romanische Feldsteinkirche aus dem 12. Jahrhundert, deren älteste heute noch sichtbare Teile zwei romanische Fensterbögen im Altarraum sind. Nach Grabungsergebnissen im Innenraum dürfte die erste Kirche nur etwa 2/3 der heutigen Länge gehabt haben. Die Kirche wurde 1559, im Jahr der Letzten Fehde, zur heutigen Länge ausgebaut. 1726 errichtete der Heider Baumeister Johann Georg Schott ein Seitenschiff im Süden. Die dort verwendeten tragenden Eichensäulen gaben im Laufe der Zeit ein wenig nach und führten dazu, dass sich der Dachreiter nach Süd-Westen neigte. So erhielt die Kirche ihren heutigen markanten schiefen Kirchturm. Der letzte große Anbau erfolgte im Jahre 1755 im Norden und war damals als Gebeinhaus vorgesehen.
Die Kirche gehörte zu den fünf Hauptkirchen Dithmarschens und ist Mutterkirche des Pahlener Gotteshauses. Zum Kirchspiel waren die zum Amt Kirchspielslandgemeinde Tellingstedt gehörigen Dörfer eingepfarrt.
Seit der 850-Jahr-Feier 1990 hängt über dem Hauptportal ein Relief des Martin von Tours aus der Werkstatt des Bildhauers Ulrich Lindow.

## Ausstattung

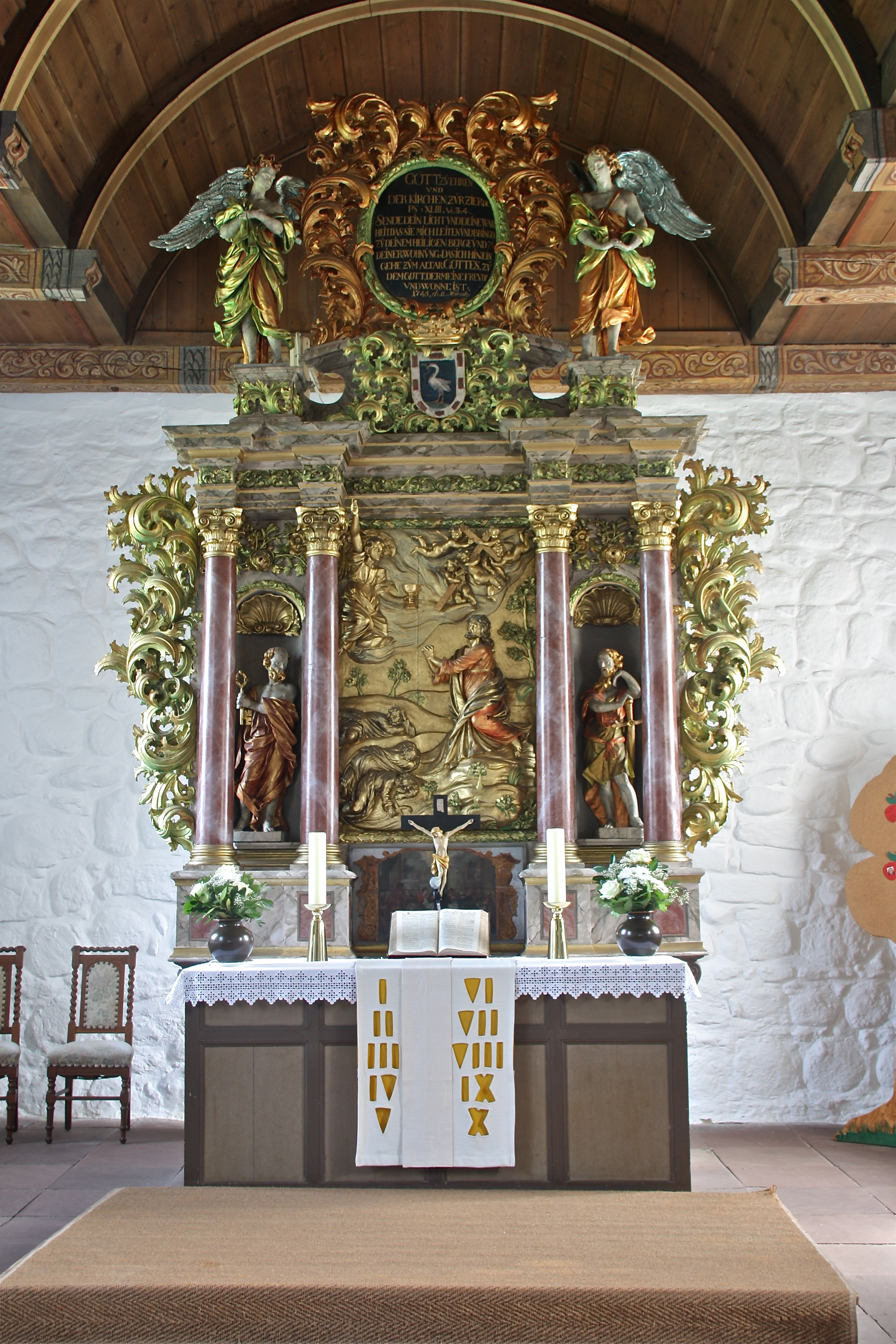
Altar

Die Innenausstattung weist einige sehr alte Stücke aus. So stammt das heute an der Südwand hängende Triumphkreuz eines unbekannten Künstlers der Gotik aus dem Jahre 1480.
Das zweifellos älteste Stück ist das schlichte bronzene Taufbecken aus dem frühen 13. Jahrhundert, eine der ältesten Bronzefünten im niederdeutschen Kulturraum, gemeinsam mit den Fünten in Eddelak und Nienstedten (heute in der Blankeneser Kirche). Es steht auf drei in Löwenklauen endenden Stützen und ist nur mit einfachen Symbolen verziert. Dieses beruht darauf, dass die Bronzegießer zu der Zeit einfache Grapen- und Glockengießer waren und deshalb mit Kunstdarstellungen nicht vertraut. Hinzu kommt, dass eine Bindung an einer Gilde nicht vorhanden war. Der dazu gehörende barocke Taufdeckel war zwischenzeitlich einmal abgestellt, hängt jetzt aber über der Tauffünte. Das aus Holz geschnitzte Werk stammt aus dem 17. Jahrhundert und zeigt eine ungewöhnlich hohe achtseitige Volutenkrone.
Die Kanzel stammt aus dem Jahr 1604 und ist reich mit Symbolen und Texten verziert. Prägend ist die Darstellung von acht Tugenden auf den Seitenflächen in Text und Bild. Die Kombination der drei theologischen Tugenden Glaube, Hoffnung und Liebe mit den vier Kardinaltugenden Klugheit, Tapferkeit, Mäßigung und Gerechtigkeit wird ergänzt durch die Tugend der Geduld. Diese Emporenkanzel besticht außerdem mit ihren Karyatiden und Atlanten, die diese Tugendfiguren in den Rundbogenfeldern flankieren. Zugehörig ist ein sechsseitiger Schalldeckel mit Dekoraufsätzen.
Der Altar wurde ursprünglich 1698/99 von Theodor Allers für die Garnisonkirche in Tönning gebaut und zeigt in der prachtvollen Bekrönung, mit akanthusflankierenden Engeln, immer noch das Stadtwappen von Tönning mit dem Symbol des Schwanes auf einer Tonne. Der Legende nach soll ein Schwan auf einer Tonne treibend an Land gegangen sein, das Anlass gab hier eine Stadt zu erbauen. Nach Abbruch der Garnisonskirche kam der Altar 1744 nach Tellingstedt. Der 1978 restaurierte dreiteilige Altar ist ein schönes Beispiel für den Stil des Akanthusbarock. Der Aufbau zeigt im Hauptfeld ein Relief der Ölbergszene. Diese wird flankiert mit Figuren des Petrus und Paulus, die von marmorierten Säulen eingefasst sind und in vergoldeten Akanthusanschwüngen abschließen. Ein Abendmahlsgemälde der Predella stammt aus dem Jahr 1745.
Das Epitaph von 1708 an der Nordseite wurde von Barthold Conrath ebenfalls für die Garnisonskirche in Tönning gemalt. Es erinnert an die verstorbene Frau und die verstorbenen vier Kinder des Tönninger Stadtpräfekten Zacharias Wolf. Das sehr eindrucksvolle Barockepitaph das zum Thema hat „Lasset die Kindlein zu mir kommen“, besitzt auffällige vergoldete Akanthusanschwünge, die den Aufbau halten, welches sich als Bild mit Christiane von Wulf in einem ovalen Rahmen mit Adelskrone zeigt.
Die Kirche verfügt noch über kostbar bestickte Altardecken aus dem Jahre 1703.

## Glocken
Die zwei ältesten Glocken, eine Vaterunser-Glocke von 1472 und eine Stundenglocke von 1604, hängen im Dachreiter. Die Inschrift der Stundenglocke erwähnt neben den Stiftern auch Melchior Lucas als Hersteller der Glocke. Zwei weitere große Glocken hängen im Ende des 18. Jahrhunderts erbauten hölzernen Glockenturm auf dem Kirchplatz. Die heutigen Gussstahlglocken stammen aus dem Jahr 1923, sie tragen die Inschriften O Land, Land, Land, höre des Herren Wort und Aus tiefer Not rufe ich zu dir.

## Orgel

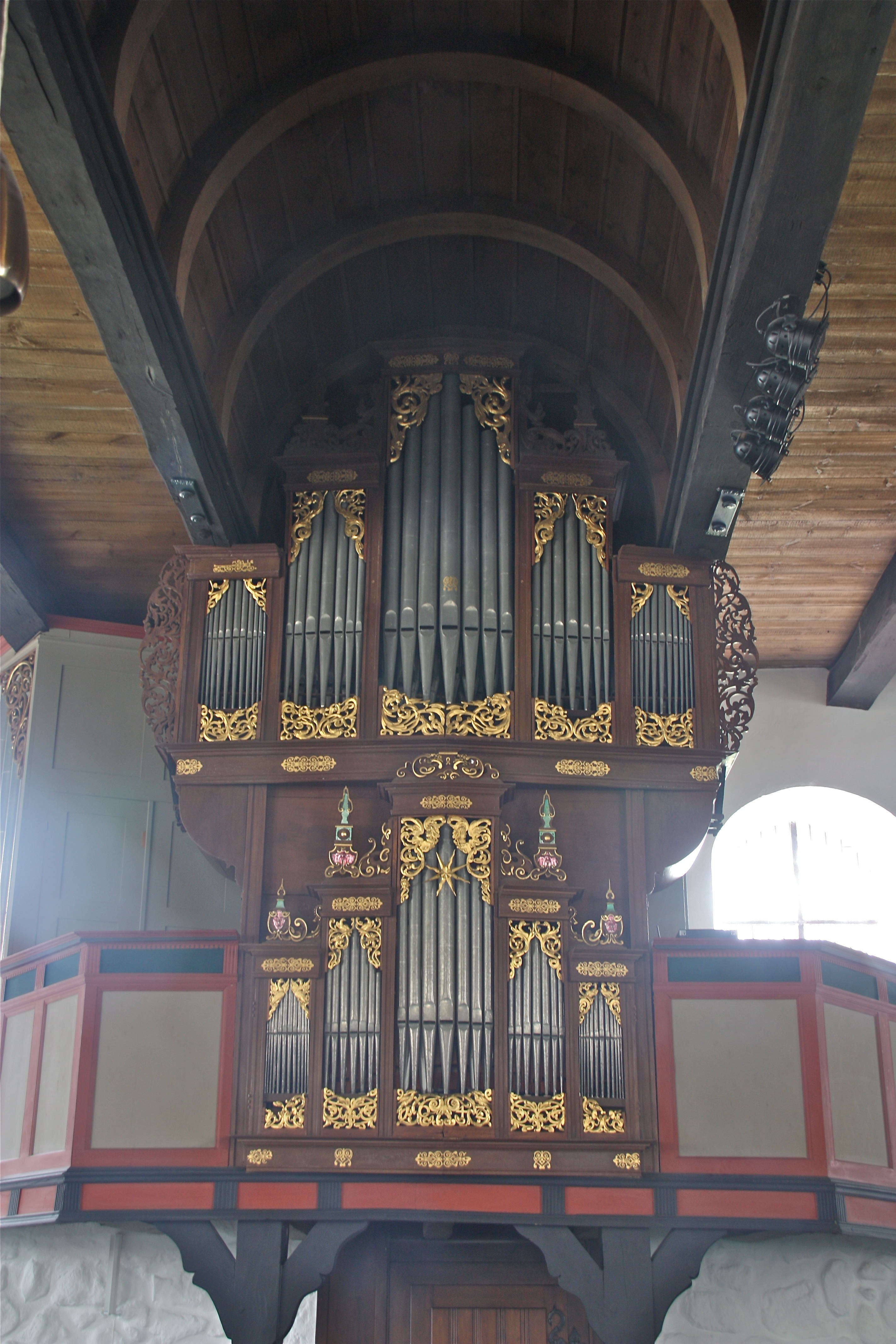
Barocker Teil des Orgelprospekts

Die Orgel der Kirche über dem Nordeingang gilt als die älteste noch spielbare Orgel Schleswig-Holsteins. Viele Teile, so 3/4 der Pfeifen, stammen noch vom 1642 durch Tobias Brunner aus Lunden gebauten Instrument. Sein als Doppelwerk mit Stufung zur Mitte hin ausgeführte Prospekt zeigt exemplarisch das Schema der im 17. Jahrhundert entstandenen Orgeln. Der Aufbau wird durch Schleierbretter mit barocken Ornamenten bereichert. Eine Vergrößerung um einen seitlich stehenden Pfeifenschrank führte 1937 das Unternehmen Rudolf von Beckerath Orgelbau durch, die das ganze Instrument 1970 vollständig restaurierte.
Die Disposition lautet:
| I Hauptwerk C– |           |      |     |
| 1.             | Prinzipal | 8′   |     |
| 2.             | Gedackt   | 8′   |     |
| 3.             | Oktave    | 4′   |     |
| 4.             | Rohrflöte | 4′   |     |
| 5.             | Oktave    | 2′ 0 | (R) |
| 6.             | Mixtur V  |      |     |
| 7.             | Trompete  | 8′   |     |

| II Brustwerk C– |                 |      |     |
| 8.              | Quintadena      | 8′ 0 | (R) |
| 9.              | Prinzipal       | 4′   |     |
| 10.             | Gemshorn        | 2′   |     |
| 11.             | Sesquialtera II |      | (R) |
| 12.             | Scharff V       |      | (R) |
| 13.             | Harfenregal     | 8′   |     |

| Pedal C– |           |     |
| 14.      | Subbaß    | 16′ |
| 15.      | Prinzipal | 08′ |
| 16.      | Oktave    | 04′ |
| 17.      | Posaune   | 16′ |

- Koppeln: I/II, I/P, II/P
- Anmerkung:

(R) = Bei Restaurierung 1970 verändertes Register
Die Orgel mit ihrem besonders beachtenswerten Harfenregal im Brustwerk wird in der Literatur als sehr gelungenes Instrument angesehen:

„Von seiner Kunst legt die 1642 erbaute […] Orgel in Tellingstedt […] mit ihrem wundervoll zart schnarrenden Harfenregal beredtes Zeugnis ab.“

Von 1892 bis 1938 verfügte die Kirche über eine zweite Orgel aus der Werkstatt der Fa. Marcussen an der Westwand. Nach der Erweiterung der Brunner-Orgel wurde diese an die Kirche von Munkbrarup verkauft.

## Fotografien und Karte
Koordinaten: 54° 13′ 9,8″ N, 9° 16′ 30,8″ O

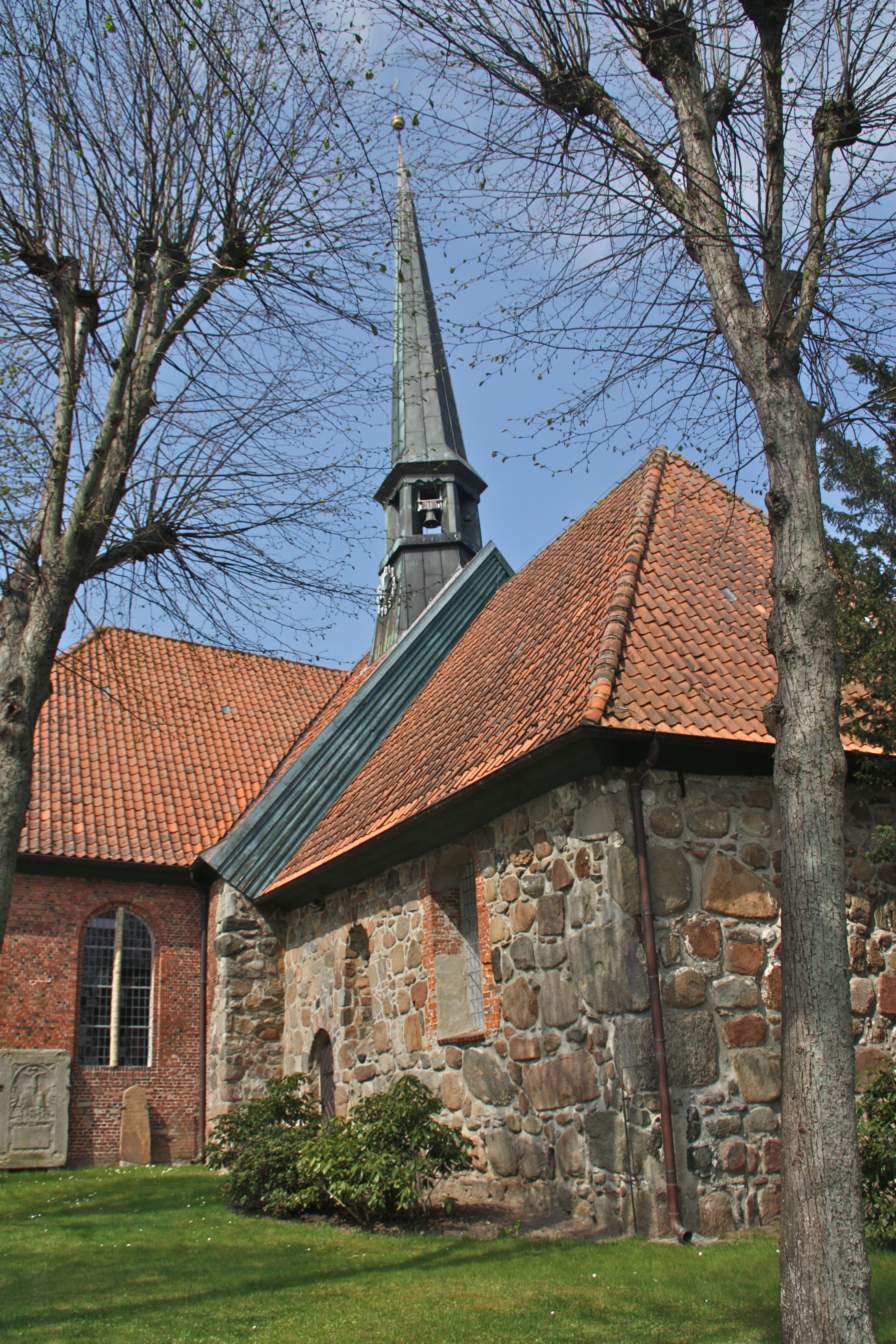
Ansicht von Südosten
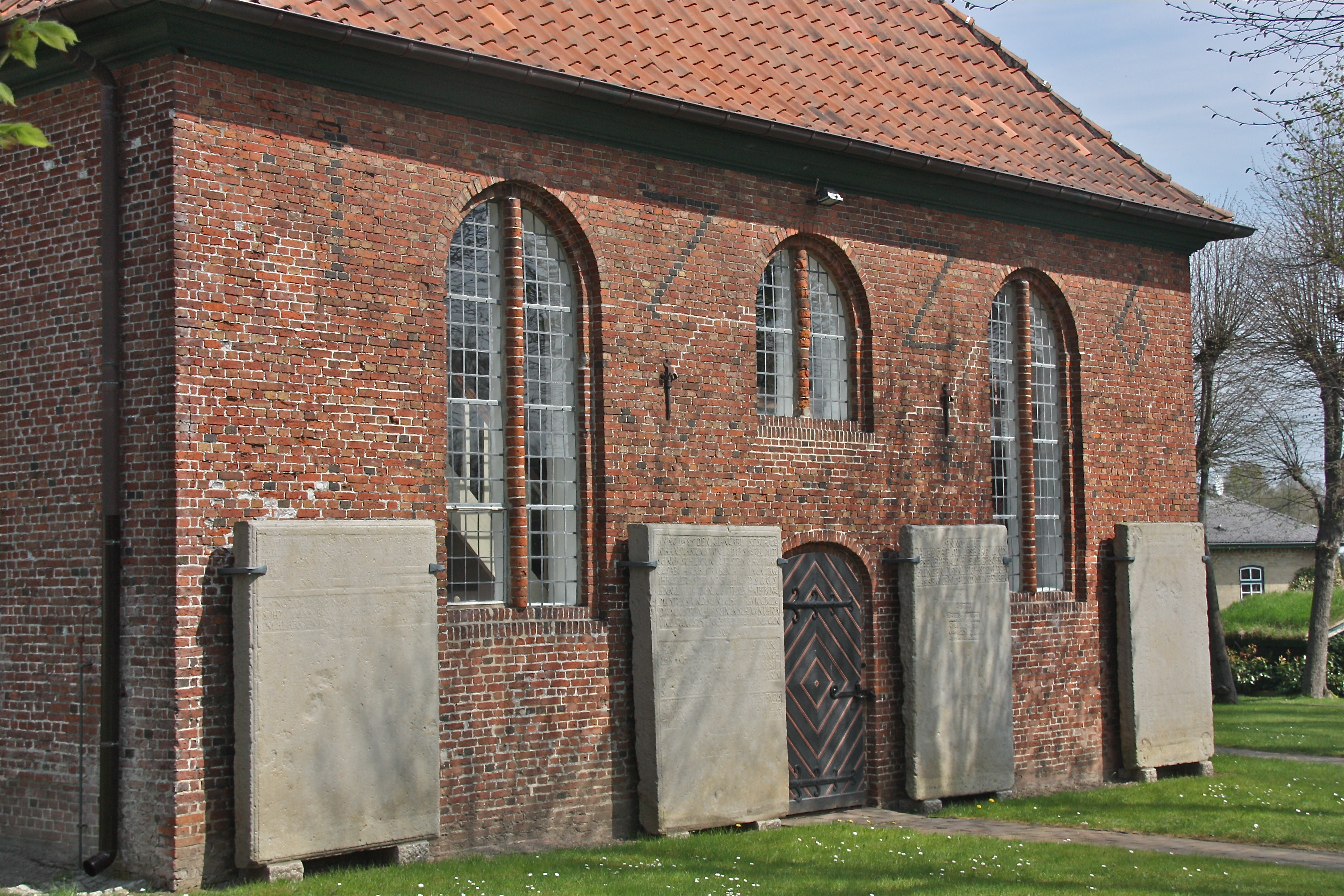
Südeingang mit alten Grabplatten
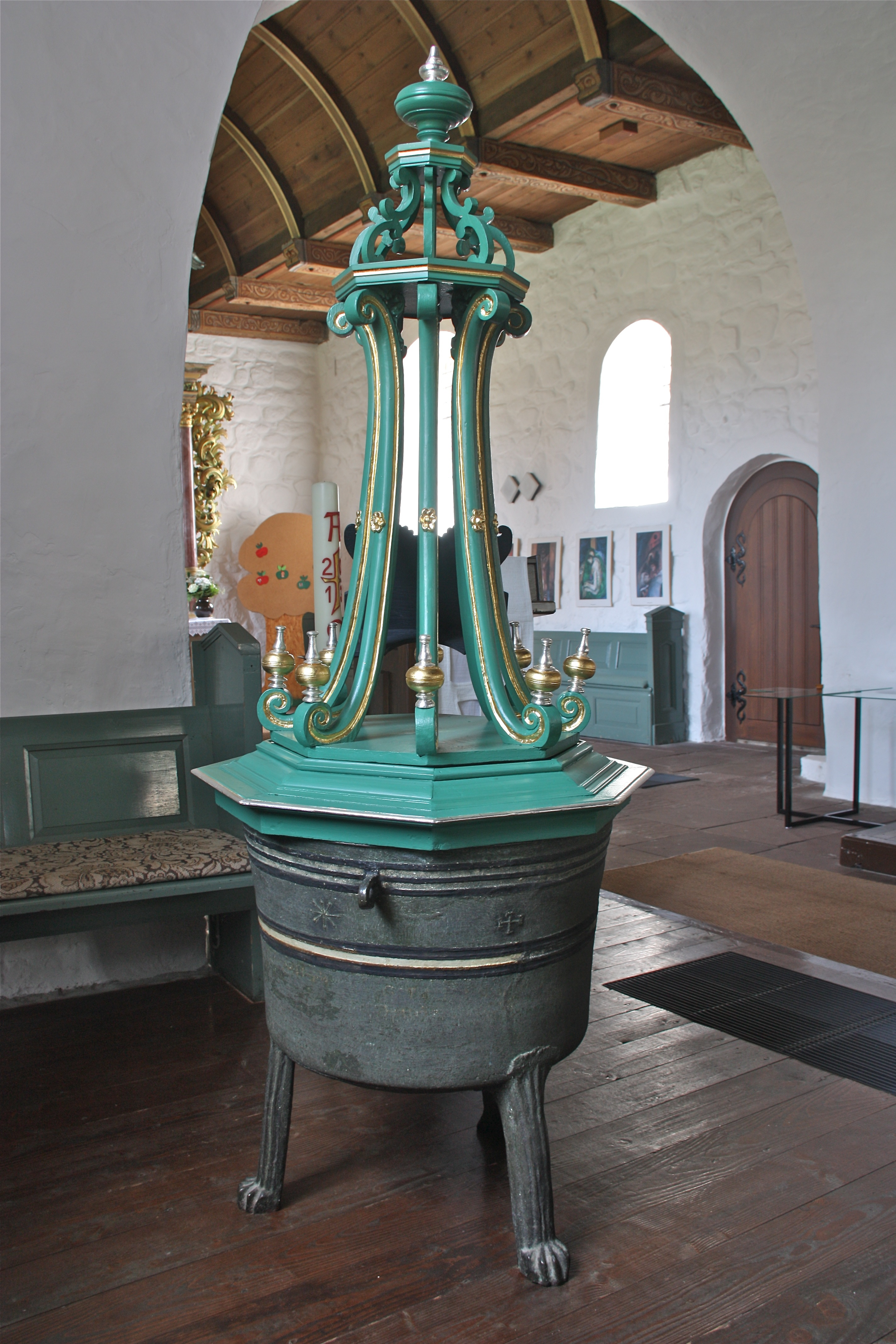
Tauffünte mit Deckel
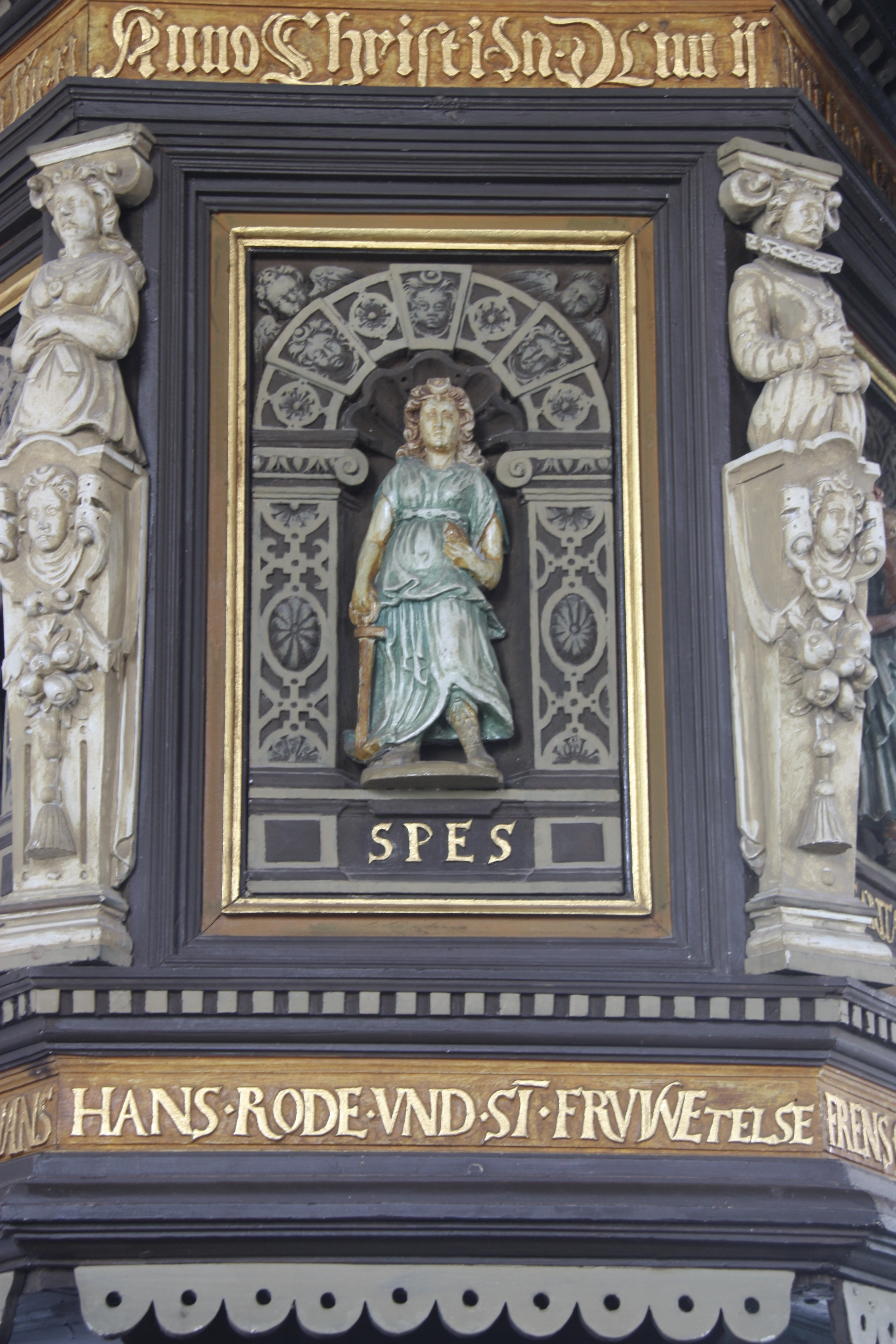
Detail der Kanzel
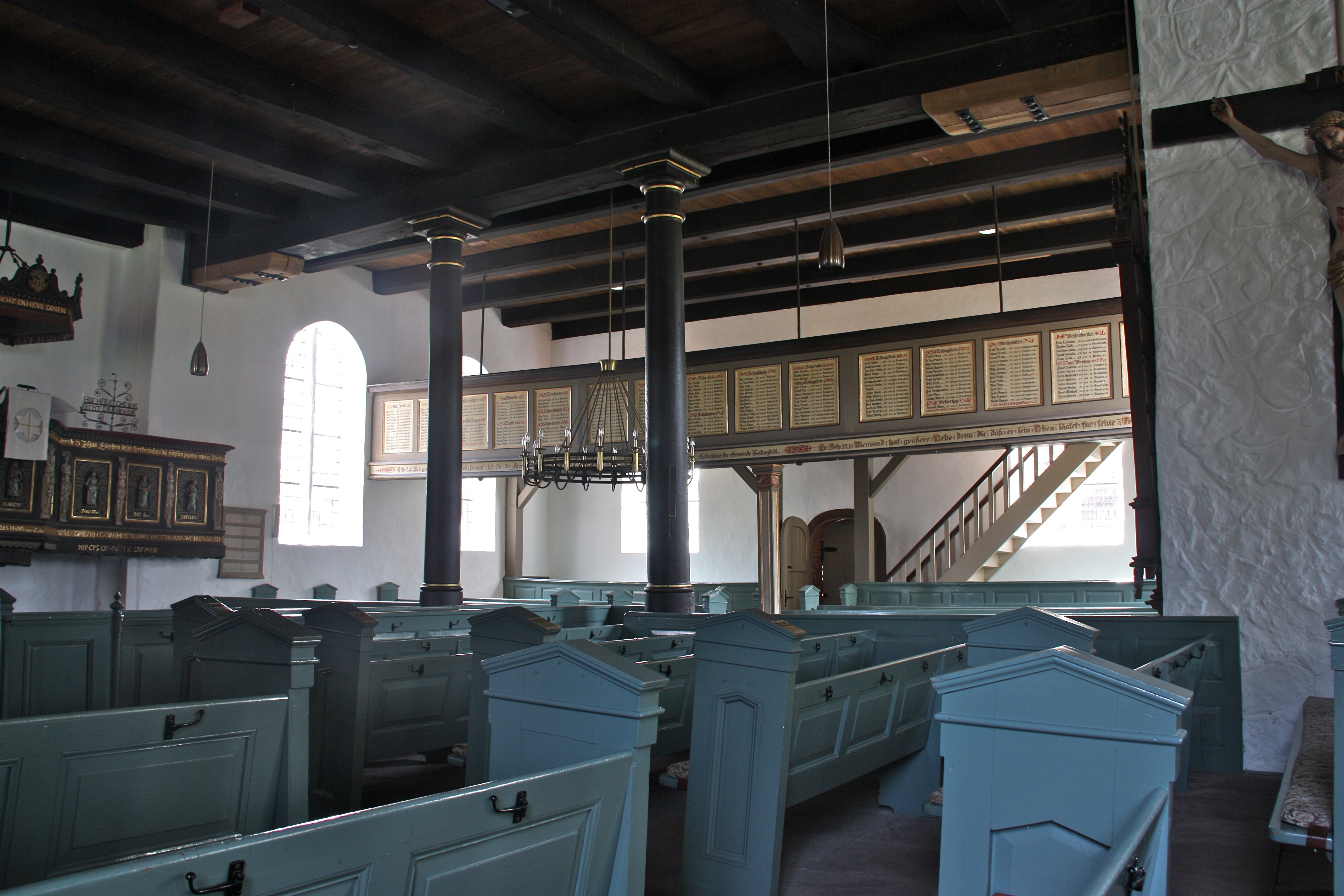
Südliches Seitenschiff mit Empore
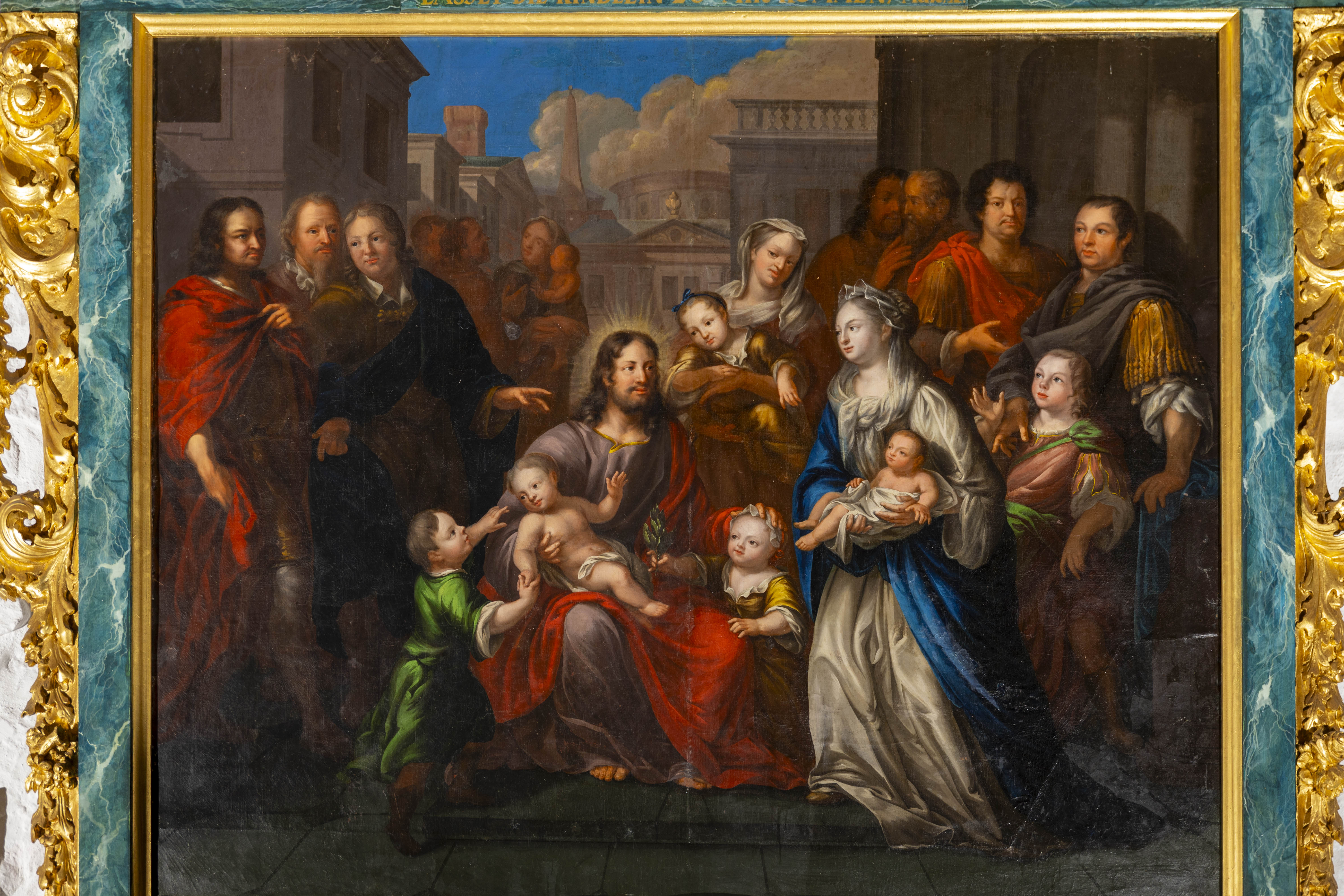
Wandbild
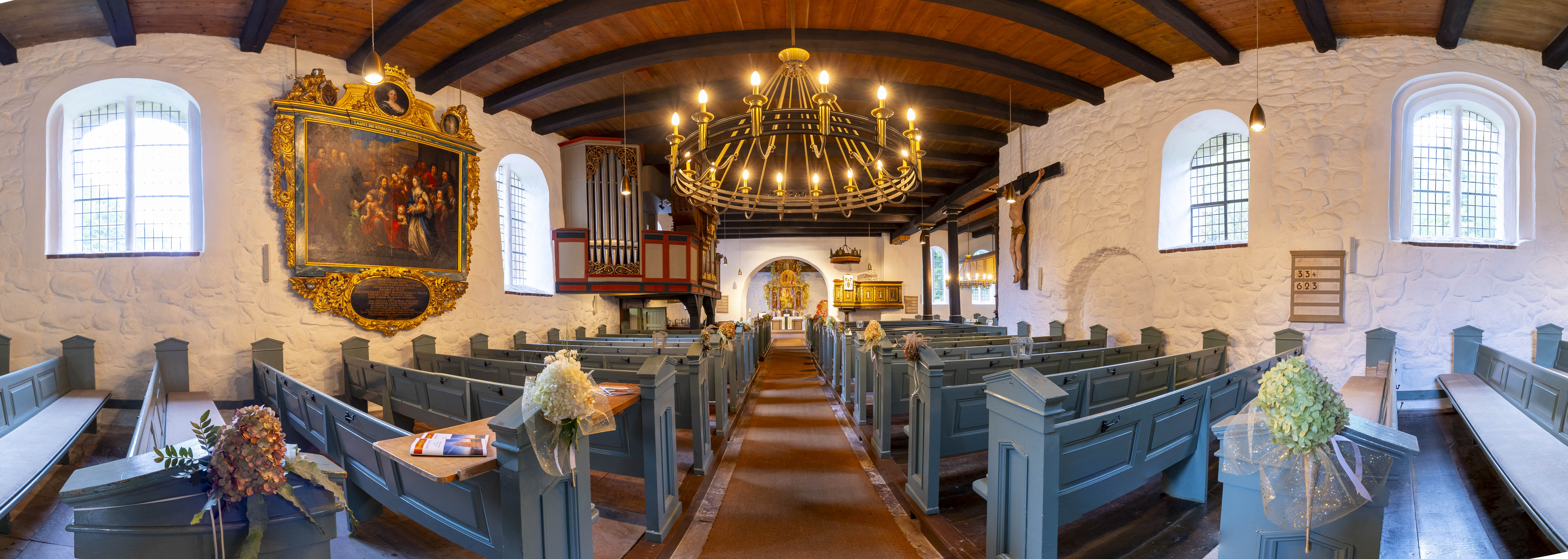
Panorama Übersicht